# Plavsk
Plavsk (en russe : Плавск) est une ville de l'oblast de Toula, en Russie, et le centre administratif du raïon de Plavsk. Sa population s'élevait à 15 563 habitants en 2021.

## Géographie
Plavsk est arrosée par la rivière Plava et se trouve à 60 km au sud-ouest de Toula et à 229 km au sud de Moscou.

## Histoire
L'origine de la ville remonte à 1540 : c'est alors le village de Serguievskoïe, qui doit son nom au moine Serge de Radonège. Au XVIIIe siècle, il appartient aux princes Gagarinym. Au XIXe siècle, le village devient un centre de commerce, desservi à partir de 1868 par le chemin de fer Moscou – Koursk. En 1926, la localité devient Plavsk, du nom de la rivière qui l'arrose, et reçoit le statut de ville. Après avoir été rétrogradée en 1935 au rang de commune urbaine, elle retrouve son statut de ville en 1949.

## Population
Recensements ou estimations de la population
| 1939*  | 1959*  | 1970*  | 1979*  | 1989*  | 2002*  |
| ------ | ------ | ------ | ------ | ------ | ------ |
| 10 000 | 12 354 | 12 983 | 14 533 | 16 559 | 16 750 |

| 2010*  | 2012   | 2013   | 2014   | 2015   | 2016   |
| ------ | ------ | ------ | ------ | ------ | ------ |
| 16 165 | 16 171 | 16 278 | 16 028 | 15 992 | 15 899 |

| 2017   | 2018   | 2019   | 2020   | 2021   | - |
| ------ | ------ | ------ | ------ | ------ | - |
| 15 870 | 15 920 | 15 921 | 15 711 | 15 563 | - |

## Économie
Dans la région de Plavsk sont cultivés l'orge, le blé, le seigle, le sarrasin, les petits pois, les pommes de terre, la betterave à sucre et les plantes fourragères. On élève des vaches laitières, des porcs et des moutons.
L'industrie fabrique des séparateurs (usine Smytchka), des ventilateurs et des produits alimentaires.